# Каймаков Петро Васильович
Петро Васильович Каймаков (27 серпня 1917, місто Самарканд, тепер Узбекистан — 1973, місто Ташкент, тепер Узбекистан) — радянський узбецький діяч, 1-й секретар Ташкентського промислового обласного комітету КП Узбекистану. Депутат Верховної ради Узбецької РСР.

## Життєпис
Член ВКП(б) з 1939 року.
Служив у Червоній армії.
У 1945—1949 роках — 2-й секретар, 1-й секретар Чирчицького міського комітету КП(б) Узбекистану Ташкентської області.
У 1949 — червні 1957 року — 2-й секретар Самаркандського обласного комітету КП Узбекистану.
У травні 1957 — липні 1960 року — заступник голови Ради народного господарства Ташкентського економічного адміністративного району.
У липні 1960 — грудні 1962 року — 2-й секретар Ташкентського міського комітету КП Узбекистану.
24 грудня 1962 — грудень 1964 року — 1-й секретар Ташкентського промислового обласного комітету КП Узбекистану.
У грудні 1964 — 1965 року — заступник голови Ради народного господарства Узбецької РСР.
У 1965—1973 роках — начальник Головного управління матеріально-технічного постачання Ради міністрів Узбецької РСР.
До вересня 1973 року — 1-й заступник голови Комітету народного контролю Узбецької РСР.
Помер у вересні 1973 року в місті Ташкенті.

## Нагороди
- орден Леніна (3.09.1971)
- орден Олександра Невського
- орден Вітчизняної війни І ст.
- орден Трудового Червоного Прапора
- два ордени «Знак Пошани» (1950, 1965)
- медалі